# حاصور
حاصور (بالعبرية: תל חצור) مدينة كنعانية قديمة هامة حيث كانت عاصمة مملكة الكنعانيين في شمال فلسطين، وكانت حاصور من معاقل الهكسوس الرئيسة، وكانت من أكبر مدن فلسطين في عصور الكتاب المقدس، فكان يقطنها نحو أربعين ألف نسمة، ويعتقد أن موقعها اليوم يقع في تل القدح إلى الشمال الشرقي من مدينة صفد، وحسب التوراة فإن قائد الإسرائيليين يشوع أحرق المدينة بالنار، ويبدو أن المدينة بدأت حياتها حوالي عام 2700 ق.م، وبلغت ذروة اتساعها حوالي عام 1700 ق.م، في عام 1968 أجريت تنقيبات أثرية واسعة وعثر على خمسة معابد.